# La Souricière (Agatha Christie)
Pour les articles homonymes, voir La Souricière.
La Souricière (The Mousetrap) est une pièce de théâtre policière d'Agatha Christie. C'est la pièce qui totalise le plus grand nombre de représentations consécutives au monde depuis sa création dans le West End de Londres en 1952, où elle n'a jamais quitté l'affiche, le cap des 25 000 représentations ayant été atteint le 18 novembre 2012, permettant ainsi au petit-fils de la dramaturge, Mathew, de devenir millionnaire en recevant les droits de la pièce pour cadeau d'anniversaire de ses 9 ans.
Adaptation théâtrale d'un mystère radiophonique écrit en 1947 pour les 80 ans de la reine Mary, elle est célèbre pour son dénouement à surprise que les spectateurs sont priés de ne pas révéler, comme le demande la dernière réplique de la pièce donnée par le policier : « Chers spectateurs, complices du crime, merci d'être venus. Et de ne pas révéler l'identité du meurtrier ».
Un groupe de personnes se retrouve enfermé et coincée, dans une pension de famille, à cause d'une forte chute de neige. Parmi eux se trouve un meurtrier qui, dans son premier crime, fait tomber de son sac un morceau de papier avec l'adresse de la pension de famille. La caractérisation de chaque personnage fait douter le spectateur de son innocence.

## Historique de la pièce
Au départ, l'œuvre était une pièce radiophonique destinée à être diffusée le 30 mai 1947 sous le titre Three Blind Mice (Trois souris aveugles), en l'honneur de la reine Marie, veuve du roi George V. Elle s'inspirait d'un fait divers : la mort d'un jeune garçon, Dennis O'Neill, décédé alors qu'il séjournait dans une famille d'accueil de fermiers du Shropshire en 1945.  
À partir du texte radiophonique, Christie rédige une nouvelle qui, suivant les vœux de l'auteur, ne devait être publiée qu'après la dernière représentation théâtrale de la pièce, ce qui fait qu'elle reste inédite à ce jour en Grande-Bretagne, bien qu'elle soit parue en 1950 aux États-Unis dans le recueil intitulé Trois souris et autres nouvelles.  
Christie fit cadeau de ses droits d'auteur à son petit-fils, Mathew Pritchard, pour son anniversaire, au moment où elle rédigeait la pièce. Une seule version de celle-ci fut autorisée à être jouée hors du West End, et il fut stipulé de façon contractuelle qu'aucune adaptation cinématographique ne pourrait être réalisée tant que le spectacle originel n'aurait pas cessé depuis au moins six mois. 
Peu avant la première, le titre de la pièce dut être modifié sur les instances d'Émile Littler qui avait mis en scène une pièce nommée Trois souris qui n'y voient mie dans le West End avant la Seconde Guerre mondiale. L'idée du titre, La Souricière, est suggérée à l'auteur par son gendre, Anthony Hicks. C'est une allusion à la pièce de William Shakespeare, Hamlet ; La Souricière est le nom que le héros éponyme prête au spectacle représenté devant la cour, en réponse à une question du roi Claudius (Hamlet, III, ii). En réalité, le nom de la pièce est Le Meurtre de Gonzague, mais la réponse d'Hamlet est une métaphore, puisque cette représentation est le piège qu'il tend au roi dans l'espoir qu'il se trahisse et révèle sa culpabilité.  
L'incroyable longévité de la production originale en a fait une attraction touristique majeure et, en 1997, grâce au producteur Stephen Waley-Cohen, elle a contribué à la création d'une organisation d'aide scolaire qui permet aux jeunes de découvrir le théâtre à Londres. 
Une pièce de Tom Stoppard, The Real Inspector Hound, reprend de façon parodique de nombreux éléments de La Souricière, notamment son dénouement inattendu, mais les producteurs se sont trouvés dans l'impossibilité de dénoncer le procédé sans révéler en même temps au public le dénouement de la pièce de Christie.
Une chaîne de télévision britannique a diffusé, le 6 avril 2007, un documentaire télévisé de 60 minutes, Mousetrapped, produit et réalisé par Dan Clapton, et centré autour de l'acteur Christopher Ellison en train de se préparer pour une représentation spéciale de la pièce – la 22 601e –, dans laquelle il joue le rôle du major Metcalf. Pendant le documentaire, enrichis d'images d'archives, apparaissent également Richard Attenborough et son épouse Sheila Sim qui, en 1952, ont été les premiers à interpréter les rôles du sergent Trotter et de Mollie Ralston.

## Représentations théâtrales
La pièce fut créée sur la scène du théâtre royal de Nottingham  le 6 octobre 1952. Elle fut ensuite donnée à Oxford (Royal Court Theatre), Manchester (Opéra), Liverpool (Royal Court Theatre), Newcastle (Theatre Royal), Leeds (Grand Theatre) et Birmingham (Alexandra Theatre) avant d'ouvrir à Londres le 25 novembre 1952 au  New Ambassadors Theatre. Elle se joua sans interruption dans ce théâtre jusqu'au 23 mars 1974, date à laquelle elle fut transférée au St Martin's Theatre voisin, où elle fut jouée dès le lundi 25 mars suivant. Le 10 avril 2008 elle comptait un total inégalé de 23 074 représentations. Elle se joue encore au St Martin's Theatre dans une mise en scène de David Turner.
La liste des acteurs qui ont créé la pièce à Londres inclut Richard Attenborough, dans le rôle du Sergeant Trotter, et son épouse Sheila Sim, dans celui de Mollie Ralston. Depuis le départ à la retraite de Mysie Monte et David Raven, qui se sont distingués en jouant le rôle de Mrs Boyle et du major Metcalf pendant plus de onze ans, la troupe est renouvelée tous les ans, la transition se faisant à la fin du mois de novembre à l'époque de l'anniversaire de la création de la pièce, et ce à l'initiative de  Sir Peter Saunders, le producteur historique de la pièce. Il existe une tradition qui veut que l'actrice principale partage un « gâteau souricière » avec sa remplaçante.
La pièce remporte un autre record en ayant gardé un membre de la troupe originale depuis la première. La voix de feu Deryck Guyler est toujours celle que l'on entend aujourd'hui annoncer les nouvelles à la radio. Le décor a été changé en 1965 et en 1999, mais il a conservé un accessoire de la mise en scène originelle, la pendule sur la cheminée du salon.  
Quelques dates mémorables :
- 22 avril 1955 – 1000e représentation

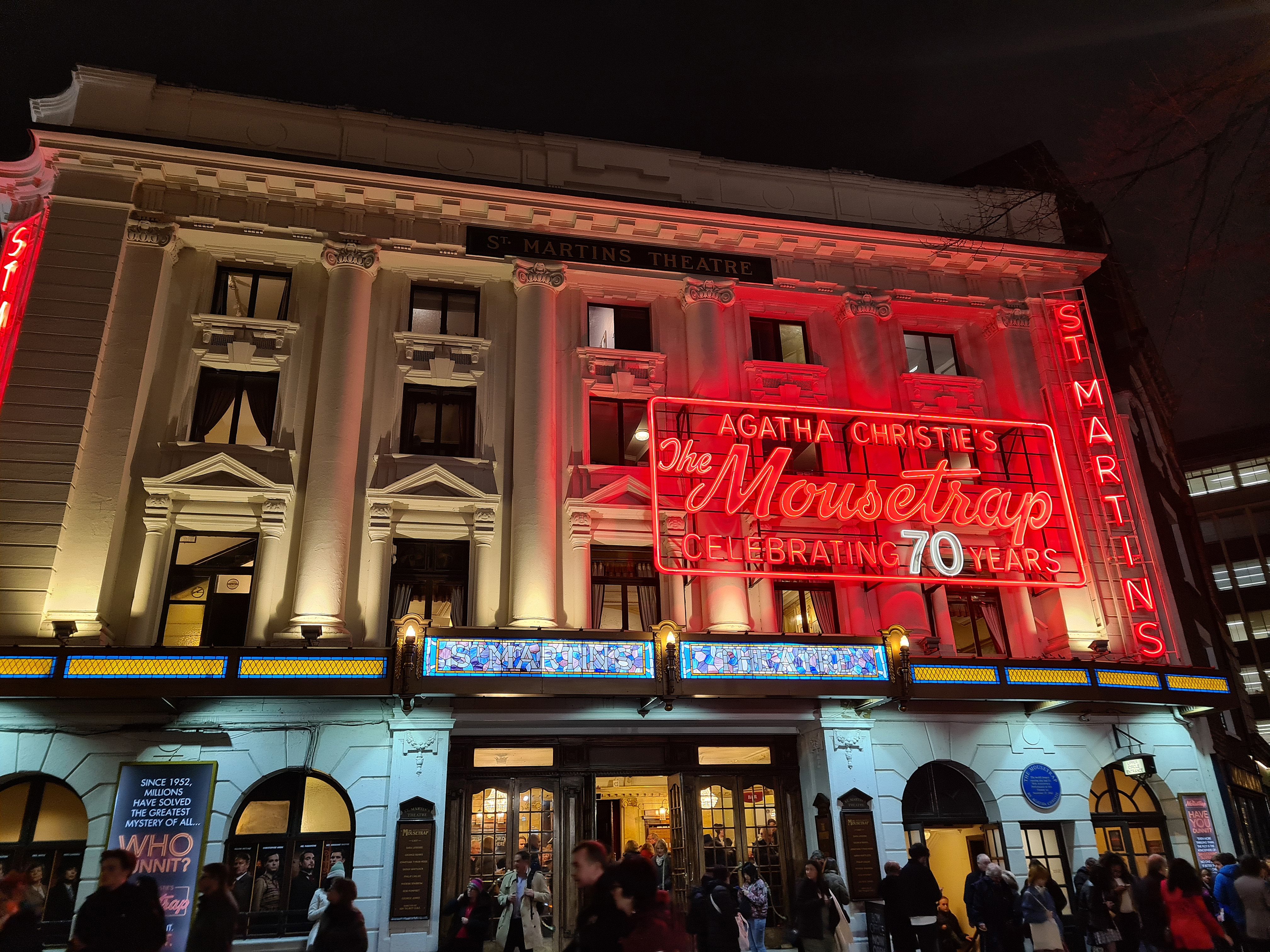
70e anniversaire de la pièce (2023).

- 13 septembre 1957 – elle devient la pièce la plus longuement jouée du West End
- 9 décembre 1964 – 5000e représentation
- 17 décembre 1976 – 10000e représentation
- 16 décembre 2000 – 20000e représentation

Une mise en scène au Toronto Truck Theatre à Toronto, Ontario, dont la première eut lieu le  19 août 1977, devint la pièce la plus longuement jouée au Canada avant de se terminer le 18 janvier 2004 au bout de vingt-six ans et plus de 9 500 représentations.
La pièce est également jouée en 1971 à Paris au Théâtre Hébertot, avec Sady Rebbot et Christine Delaroche.
La pièce est finalement créée à la Comédie-Française, sur la scène du Théâtre du Vieux-Colombier, en juin 2025, dans une mise en scène de Lilo Baur.

## Résumé
Le lieu de l'action est situé dans le grand hall du manoir Monkswell, récemment reconverti en hôtel.

### Acte I: assassinat et enquête
Maureen Lyon est assassinée hors de la scène, on n'entend qu'un long cri aigu.
Le manoir Monkswell, devenu hôtel, est géré par les époux Mollie et Giles Ralston. Dans l'attente de l'arrivée de clients, Mollie écoute un reportage radiophonique qui relate la mort de Maureen Lyon. La police n'a qu'un seul indice : le meurtrier serait un individu de taille moyenne, aperçu non loin du lieu du crime, couvert d'un long manteau, avec un chapeau et une écharpe. Puis les quatre clients se présentent successivement dans la matinée et tous sont de taille moyenne et portent un long manteau, un chapeau et une écharpe.
Il y a Christopher Wren, un jeune homme timide et négligé (d'emblée Giles ne l’aime pas, alors que Mollie a de l'empathie pour lui), Mme Boyle et le commandant en retraite Metcalf (qui arrivent ensemble en taxi), enfin Miss Casewell (une jeune femme maniérée). Un cinquième client, non attendu, se présente à la résidence : il s'agit de M. Paravicini, dont la voiture est tombée en panne non loin de là, et qui est bloqué par la neige qui commence à tomber. Mollie lui attribue la dernière chambre restante.
L'après-midi, tout le monde reste dans l'hôtel bloqué par la neige. Mollie reçoit un appel téléphonique du commissaire Hogben, qui lui annonce l'arrivée imminente du sergent Trotter qui a des informations importantes à leur révéler. Peu après Trotter se présente sur le palier ; il est venu à ski. Trotter explique aux époux Ralston qu'il vient en raison de l'assassinat récent de Maureen Lyon, qui pourrait être en lien avec trois enfants qui avaient été placés chez elle. Maltraités régulièrement par la famille d'accueil, l'un d'eux était mort des violences subies. Maureen Lyon et son mari avaient été condamnés à de l’emprisonnement ferme. L'époux était mort en prison, et Maureen avait été libérée. Elle avait alors été retrouvée étranglée. La police suspecte l'aîné des enfants, âgé d'environ 22 ans, d'avoir tué Maureen pour se venger. Il se pourrait que le meurtrier de Maureen soit venu à l'hôtel.
On découvre que le téléphone est en dérangement.
Lorsque Mme Boyle, une des clientes de l'hôtel, est retrouvée assassinée, les protagonistes comprennent que le meurtrier est déjà parmi eux. Les soupçons se portent d'abord sur Christopher Wren, jeune excentrique qui correspond à la description donnée de l'assassin. Mais il s'avère assez vite que le tueur peut être n'importe lequel des clients, voire l'un des propriétaires.

### Acte II: poursuite de l'enquête et résolution de l'énigme
Les protagonistes apprennent que l'assassin n'est autre que le sergent lui-même, personnage dérangé voulant venger la mort de son frère. Le Major Metcalf étant quant à lui un détective sur les traces du meurtrier.

## Personnages
- Maureen Lyon (n'apparaît pas dans la pièce) est la première victime. Son vrai nom est Mme Stanning et elle a fait de la prison pour avoir, ainsi que son mari, maltraité trois enfants qui avaient été placés chez elle. M. Stanning est mort en prison et à sa libération, sa veuve cherche à se refaire une nouvelle vie à Londres sous le nom de Maureen Lyon. C'est là qu'elle est assassinée.
- Mollie Ralston : propriétaire avec son époux Giles du manoir de Monkswell, elle paraît au-dessus de tout soupçon jusqu'au moment où on apprend qu'elle s'est rendue inhabituellement et secrètement à Londres le jour même du meurtre de Maureen Lyon.
- Giles Ralston : son époux, directeur de l'hôtel, il est le premier à être soupçonné car il fait son entrée en scène vêtu de façon identique à celle du meurtrier. On découvre que Giles s'est lui aussi rendu en secret à Londres le jour de la mort de Maureen Lyon. Même Mollie commence à le soupçonner lorsqu'elle se rend compte que, le connaissant depuis un an seulement, elle ne sait pas véritablement grand-chose sur lui.
- Christopher Wren : le premier client de l'hôtel. Hyperactif, il se conduit d'une façon assez étrange. Il avoue qu'il est en fuite, mais refuse de dire devant qui ou quoi. Son comportement laisse penser qu'il a été un des trois enfants martyrs que les mauvais traitements ont rendu schizophrène et dangereux. Wren affirme qu'il a été baptisé en l'honneur du célèbre architecte Christopher Wren.
- Mme Boyle : vieille fille aigrie qui ne cesse de tout critiquer. Ancien magistrat, elle est responsable du placement des enfants chez Maureen Lyon. Sa mort l'élimine rapidement de la liste des suspects.
- Le major Metcalf : à la retraite, personnage mystérieux. Il devient à son tour suspect lorsqu'il s'avère que le père des trois enfants était dans l'armée au moment de la mort de sa femme, qui avait rendu nécessaire le placement des orphelins.
- Miss Casewell : femme étrange et solitaire qui parle sans émotion apparente des expériences épouvantables qu'elle a vécues étant enfant. Elle en dit suffisamment pour que les spectateurs la soupçonnent d'être l'une des trois jeunes victimes de feu Maureen Lyon, désireuse de se venger.
- M. Paravicini : on ne sait pas d'où il vient. Il fait semblant d'avoir un accent étranger, et s'est vieilli artificiellement en se maquillant. Le mystère de ses origines demeure complet et il refuse de répondre aux questions, ce qui le rend très suspect : il pourrait être le père des enfants, revenu sous un faux nom pour se venger.
- Le sergent Trotter est un policier qui arrive au milieu de la tempête de neige pour protéger les clients et les propriétaires de l'hôtel.

## Édition imprimée
- (en) Agatha Christie, The Mousetrap : A Play[7], Samuel French Inc., New York, février 1954, 80 p.,  (ISBN 0573015228) ou  (ISBN 978-0573015229). Le texte de la pièce a été repris ultérieurement dans plusieurs recueils composites de pièces de théâtre d'Agatha Christie.